# Antoine Lagarès
Pas d'image ? Cliquez ici

a Compétitions nationales et continentales officielles uniquement.

b Matchs officiels uniquement.
Dernière mise à jour le 7 octobre 2022.
Antoine Lagarès, né le 12 octobre 1985, est un joueur de rugby à XV français qui évolue au poste de demi de mêlée (1,74 m pour 81 kg).

## Carrière
- USA Limoges
- Stade toulousain
- US Montauban
- AS Fleurance
- US Muret
- 2009-2012 RC Saint Paul (La Réunion)
- Depuis 2012 XV Dionysien (La Réunion)

## Palmarès
- Champion de France de Pro D2 : 2006 US Montauban TG
- Champion de France Crabos 2004  Stade Toulousain
- Champion de France militaire 2009  Montauban
- International espagnol junior, senior.
- Champion de la Réunion 2012